# Rock Star: INXS
Rock Star: INXS es la primera temporada del programa de televisión Rock Star, en el cual 15 concursantes compitieron para convertirse en el nuevo cantante de la banda australiana INXS.
INXS fue una agrupación muy popular en las décadas de 1980 y 1990, pero en 1997 el cantante Michael Hutchence falleció. La banda intentó continuar con cantantes alternativos, pero no pudo lograr la popularidad esperada hasta el lanzamiento de este reality show. El ganador del concurso, J. D. Fortune, fue anunciado el 20 de septiembre de 2005 y se convirtió en el nuevo cantante de la agrupación. Seguido a la serie, el 29 de noviembre de 2005, la agrupación lanzó el álbum de estudio Switch con J.D. Fortune como vocalista.

## Canciones interpretadas
J. D. Fortune, de 32 años de edad, ganó el concurso interpretando las siguientes canciones:
1. American Woman (The Guess Who)
2. California Dreamin' (The Mamas & the Papas)
3. Hand in My Pocket (Alanis Morissette)
4. We Are the Champions (Queen)
5. The Letter (Joe Cocker)
6. Crazy (Seal)
7. As Tears Go By (The Rolling Stones)
8. Cold as Ice (Foreigner)
9. Suspicious Minds (Elvis Presley)
10. Come as You Are (Nirvana)
11. Pretty Vegas (J. D. Fortune)
12. Us (INXS)
13. Money (Pink Floyd)
14. You Can't Always Get What You Want (The Rolling Stones)
15. What You Need (INXS)
16. Easy Easy (INXS)